# لوسی آرناز

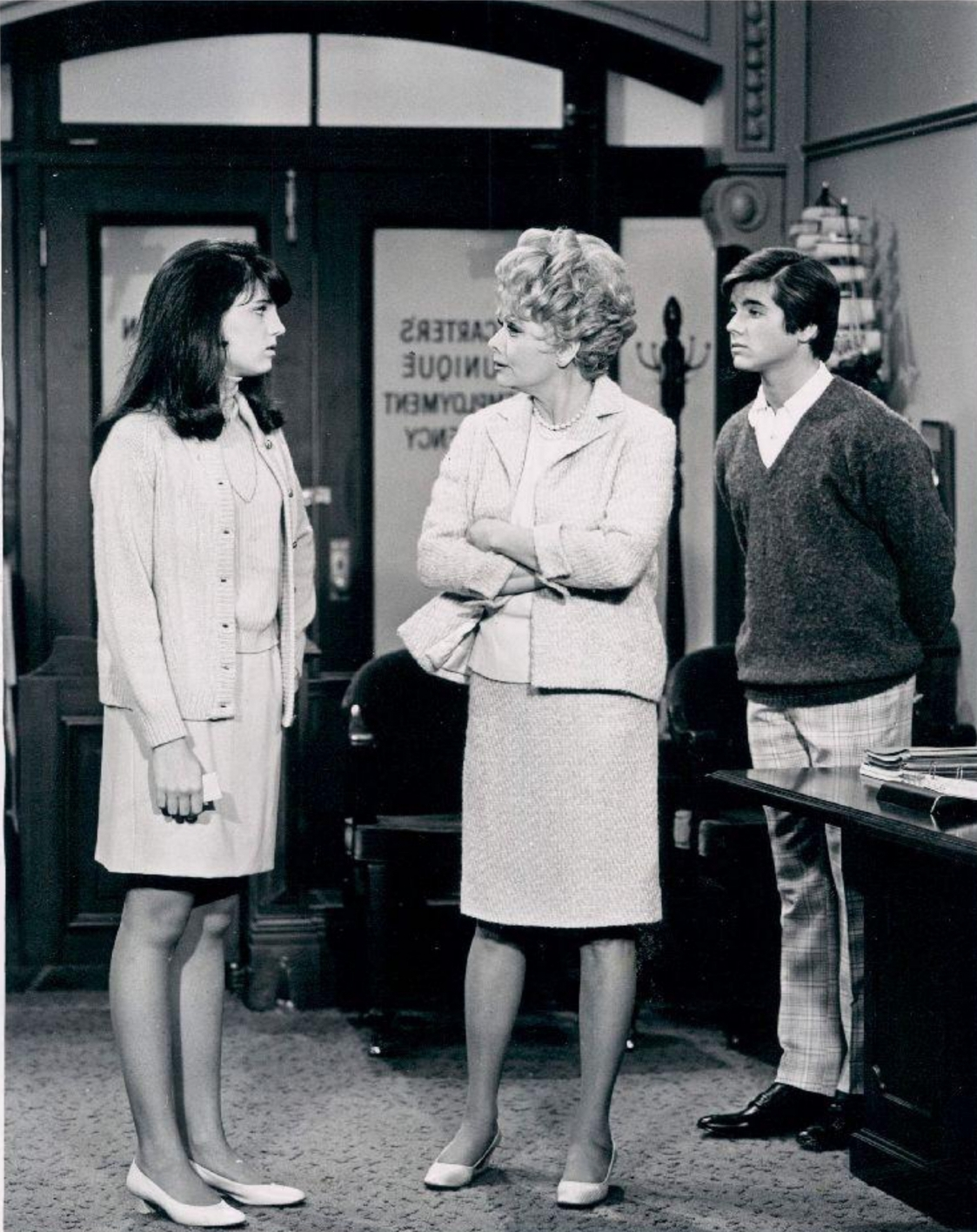

لوسی آرناز (انگلیسی: Lucie Désirée Arnaz؛ زادهٔ ۱۷ ژوئیهٔ ۱۹۵۱) یک هنرپیشه، رقصنده تهیه‌کننده، و خواننده اهل ایالات متحده آمریکا است. وی از سال ۱۹۶۸ میلادی تاکنون مشغول فعالیت بوده‌است.
او در فیلم پایین برای تو بازی کرده است.